# أديسون مونتغمري
الدكتورة أديسون أدريان فوربس مونتغمري (بالإنجليزية: Addison Montgomery)‏ هي شخصية خيالية في المسلسل التلفزيوني الشهير غريز أناتومي تجسدها الممثلة كيت والش. تعمل أديسون كجراحة للأطفال حديثي الولادة، وهي حاصلة على شهادات اختصاص في كل من أمراض النساء والتوليد وطب الأم والجنين، بالإضافة لعملها كباحثة في علم الوراثة الطبية. تزاول أديسون مونتغمري عملها في مجموعة أوشنسايد ويلنس الطبية في سانتا مونيكا - كاليفورنيا.

## الخلفية الدرامية للقصة
يستعرض المسلسل قصة حياة أديسون بطريقة غير مباشرة، فيكشف عن تفاصيل حياتها بشكل كامل في الموسم الثاني، إذ يتضح أن أديسون هي ابنة عائلة ثرية ولديها حساب بنكي بقيمة 25 مليون دولار. يُطلق على والدها لقب الكابتن، وهو طبيب يعمل كأستاذ للطب في إحدى الجامعات، أما شقيقها آرتشر فهو طبيب أعصاب وكاتب شهير، التحقت أديسون بكلية الطب بجامعة كولومبيا وهناك التقت بديريك شبرد زوجها المستقبلي، وزملاء المستقبل سام ونعومي بينيت.

### غريز أناتومي
تظهر شخصية أديسون لأول مرة في الموسم الأول من غريز أناتومي، إذ تحاول التصالح مع حبيبها السابق ديريك على الرغم من علاقته الحالية مع ميريديث غراي. تبدأ علاقتهما بالعودة لسابقة عهدها تدريجيًا، ولكن ديريك يعترف لها في نهاية المطاف أنه واقع في حب ميريديث. تتولى أديسون رئاسة قسم الجراحة الحديث في المستشفى، وهو قسم خاص بجراحة الأطفال حديثي الولادة والجراحة النسائية والتوليد.
في الموسم الثاني تنشأ علاقة بين أديسون وأليكس كاريف المتدرب الجديد في القسم الذي ترأسه، ولكن علاقتهما لا تستمر طويلًا، وبعد فترة وجيزة تقرر أديسون مغادرة سياتل والانتقال إلى لوس أنجلوس للانضمام إلى مجموعة أوشنسايد ويلنس، وهكذا تخرج من أحداث مسلسل غريز أناتومي رغم أنها تظهر كضيف في أكثر من موقف لاحقًا.

### برايفت براكتس
أصبحت أديسون موضع اهتمام وترحيب من قبل بقية الأطباء، ولكنها انجذبت بشكلٍ خاص لبيت ويلدر أخصائي الطب البديل في المركز الطبي، مع ذلك فهي ترفض الدخول في علاقة حميمة معه. يعاني المركز الطبي من صعوبات مالية في الموسم الثاني، وهو الأمر الذي يقود لخلافات كبيرة بين أديسون وصديقتها نعومي مديرة المركز، وينتهي الأمر بترك نعومي للمركز وتولي أديسون للإدارة.
تتفاجأ أديسون عندما يبدأ شقيقها آرتشر العمل في مركز باسيفيك ويلكير المنافس الرئيسي لمركزها، ولكنه يعاني من نوبات عصبية متكررة ويعتقد أنه مصاب بورم في الدماغ. تطلب أديسون من ديريك علاج آرتشر، ويكتشف أنه مصاب ببعض الطفيليات في دماغه وينجح في إزالتها. تبدأ علاقة حميمة بين نعومي وآرتشر، وهو الأمر الذي يزيد من تعقيد العلاقة بين أديسون ونعومي.

## التطور

### التمثيل والإبداع
تقول الكاتبة شوندا ريمس عن شخصيات المسلسل: لقد اكتشفت أن لدي قصصًا لا حصر لها لأكتب عنها، فأحداث المسلسل تتعلق بشكل أساسي بالشباب في بداية حياتهم المهنية. لقد أدركت أن شخصية كيت والش يمكنها أن تقدم عرضًا عن شابة بعد 10 سنوات من بداية مسيرتها المهنية، وماذا سيحدث إذا لم تستطع تحقيق أحلامها.
جسَّدت كيت والش شخصية أديسون مونتغمري في الموسم الأول من غريز أناتومي، وكان المخطط في البداية أن تظهر شخصية أديسون في عدة حلقات فقط، لكنها سرعان ما أصبحت شخصية رئيسية في جميع الحلقات. أعلنت كيت والش في يونيو 2012 أن الموسم السادس سيكون آخر موسم لها، وقالت: كانت رحلة مذهلة لا تصدق، وأنا ممتنة للغاية لهذه السنوات الثمان.

### الصفات الشخصية
قُدمت شخصية أديسون مونتغمري في البداية على أنها قاسية عديمة الرحمة، ولكن مع مرور الحلقات خفَّف الكتَّاب من حدة الشخصية، حتى والش وصفت أديسون بأنها فتاة مليئة بالحقد والكراهية، ووصفت التحول الذي حدث في شخصية مونتغمري في نهاية الموسم الأول وبداية الموسم الثاني قائلةً أنها أصبحت أقوى وأكثر تركيزًا، ومع أنها شخصية متعجرفة وقاسية ولكنها بارعة في عملها ولا تستسلم أبدًا. أعربت والش أيضًا عن ارتياحها لكيفية تطور حياة أديسون العاطفية وعثورها على الحب الحقيقي في النهاية.

## الاستقبال النقدي والجماهيري
قالت الناقدة جويل كيلر أنها شعرت بخيبة أمل من الطريقة التي تطورت من خلالها شخصية أديسون مونتغمري بين مسلسلي غريز أناتومي وبرايفت براكتس، فقد انتقلت من فتاة قوية صلبة إلى أخرى بسيطة وهادئة، ولكن كيلر أبدت رغم ذلك سعادتها بالنضج الذي ميَّز الشخصية في الموسم الثاني خصوصًا قدرتها على إجراء العمليات الجراحية المعقدة رغم كل الفوضى والاضطراب في حياتها الشخصية. أما مارغريت ليونز من مجلة نيويورك فقد اعتبرت شخصية أديسون مرحة ورائعة، وأضافت: لقد استمرت أديسون مشرقةً ومثيرة للاهتمام حتى في أصعب الظروف.
اختيرت شخصية أديسون في قائمة كومكاست لأكثر الشخصيات إثارة للاهتمام في المسلسلات التلفزيونية، واختيرت أيضًا بين أكثر 12 شخصية تلفزيونية أناقة، وفي قائمة ويتباينت لأكثر عشر أطباء إثارة، وفي قائمة بازفيد لأكثر الأطباء إثارة في المسلسلات التلفزيونية، وفي عام 2006 كانت والش ضمن فريق غريز أناتومي الذي فاز بجائزة أفضل فريق مسلسل تلفزيوني. ورُشح فريق المسلسل بمن فيهم والش لجائزة الأداء المتميز وفازوا بها في عام 2007، ورُشحت والش لجائزة أفضل ممثلة دراما تلفزيونية ولكنها لم تفز بها.